# ゟ
Yori (hiragana: ゟ, katakana: ) es uno de los kana japoneses. Es un kana polisilábico que representa dos moras. Tanto la forma hiragana como katakana representan [joɾi] "de". ゟ es una combinación (ligadura) de los hiragana de yo (よ) y ri (り), mientras que  es una combinación (ligadura) de los katakana de yo (ヨ) y ri (リ).

## Unicode
| Carácter      | ゟ                    | ゟ                    |
| ------------- | --------------------- | --------------------- |
| Unicode       | HIRAGANA DIGRAPH YORI | HIRAGANA DIGRAPH YORI |
| Codificación  | decimal               | hex                   |
| Unicode       | 12447                 | U+309F                |
| UTF-8         | 227 130 159           | E3 82 9F              |
| Ref. numérica | &#12447;              | &#x309F;              |
| JIS X 0213    | 34 57                 | 22 39                 |